# تيلدا سوينتون
تيلدا سوينتون (بالإنجليزية: Tilda Swinton)‏ ممثلة إنجليزية من مواليد 5 نوفمبر 1960، حاصلة على جائزة الأوسكار 2007 لأفضل ممثلة في دور مساند عن فيلم مايكل كلايتون، كما حصلت بنفس الدور على جائزة البافتا 2007 لأفضل ممثلة في دور مساند.

## بدايات حياتها
ولدت سوينتون في لندن، ابنة جوديث بلفور (ولدت في كيلن، 1929-2012) والسير جون سوينتون. لديها ثلاثة أشقاء. والدها جنرال متقاعد في الجيش البريطاني، وكان لورد ملازم بيرويكشاير من 1989 إلى 2000. والدتها كانت أسترالية. كان جدها لأبيها سياسي وشرطي اسكتلندا، جورج سوينتون، وكان جدها لأمها هو عالم النبات الإسكتلندي جون هوتون بالفور. عائلة سوينتون هي عائلة أنجلو-سكوسونية قديمة يمكن أن يعود نسبها إلى العصور الوسطى. الأسرة هي واحدة من ثلاث عائلات فقط (أردنز وبيركليس) التي يمكن أن تعود لها ملكية الأراضي التي لم يسبق لها مثيل ونسب إلى قبل الفتح نورمان.
درست سوينتون في ثلاث مدارس مستقلة: مدرسة كوينز جيت في لندن، ومدرسة ويست هيث للبنات، وكذلك كلية فيتس لفترة وجيزة. كانت مدرسة ويست هيث مدرسة داخلية مكلفة حيث كانت زميلة وصديقة للأميرة ديانا. وقد تحدثت سوينتون، كناصحة ضد المدارس الداخلية، وذكرت أن ويست هيث كانت «بيئة تشعرك بالوحدة والعزلة»، وأنها تعتقد أن المدارس الداخلية «هي بيئة قاسية جدا تنمو فيها، ولا أشعر بأن الأطفال يستفيدون من هذا النوع من التعليم، الأطفال يحتاجون إلى آبائهم والحب يمكن للوالدين فقط تقديمه». تطوعت سوينتون في كينيا خلال استراحة من الكلية مع مؤسسة خيرية تعليمية تسمى  بروجيكت تروست (Project Trust).
في عام 1983، تخرجت سوينتون من نيو هول (المعروفة الآن باسم موراي إدواردز كلية Murray Edwards College) في جامعة كامبريدج مع شهادة في العلوم الاجتماعية والسياسية. وأثناء دراستها في كامبريدج، انضمت إلى الحزب الشيوعي،  ثم انضمت لاحقا إلى الحزب الاشتراكي الاسكتلندي. بدأت سوينتون أداء التمثيليات على خشبة المسرح في الكلية.

## الترشيحات والجوائز

### الترشيحات لجائزة الأوسكار
أفضل ممثلة مساعدة عام 2008 عن فيلم Michael Clayton وفازت بها

### الترشيحات لجائزة الجولدن جلوب
أفضل ممثلة عام 2002 عن فيلم The Deep End
أفضل ممثلة مساعدة عام 2008 عن فيلم Michael Clayton وفازت بها
أفضل ممثلة عام 2012 عن فيلم We Need to Talk about Kevin

## وصلات خارجيّة
- تيلدا سوينتون على موقع IMDb (الإنجليزية)
- تيلدا سوينتون على موقع ميتاكريتيك (الإنجليزية)
- تيلدا سوينتون على موقع الموسوعة البريطانية (الإنجليزية)
- تيلدا سوينتون على موقع روتن توميتوز (الإنجليزية)
- تيلدا سوينتون على موقع مونزينجر (الألمانية)
- تيلدا سوينتون على موقع قاعدة بيانات الأفلام العربية
- تيلدا سوينتون على موقع ألو سيني (الفرنسية)
- تيلدا سوينتون على موقع ألو سيني (الفرنسية)
- تيلدا سوينتون على موقع ميوزك برينز (الإنجليزية)
- تيلدا سوينتون على موقع تيرنر كلاسيك موفيز (الإنجليزية)
- BFI: Tilda Swinton
- TildaSwinton.Net
- Tilda Swinton: A Life in Pictures, الأكاديمية البريطانية لفنون الفيلم والتلفزيون webcast, 27 November 2007